# Ђуро Шпољарић
Ђуро Шпољарић (1906 — 1991), учесник Народноослободилачке борбе и секретар Централнога комитета Комунистичке партије Хрватске.

## Биографија
Ђуро Шпољарић рођен је 10. маја 1906. године у Горњем Косињу. До 1923. године радио је као кројачки радник, када се прикључио синдикалному покрету. Члан Комунистичке партије Југославије постао је 1929. године. Више је пута био затваран, те је емигрирао у Француску, где је постао чланом руководства Југословенске секције КП Француске. Године 1931, илегално је деловао при Централном комитету КПЈ у Београду, а идуће је године био осуђен на четири године затвора. Од 1935. године био је члан руководства синдиката текстилних радника, те секретар Покрајинскога комитета КПЈ за Хрватску. У августу 1937. године на оснивачком конгресу КП Хрватске, био је изабран за секретара Централнога комитета КПХ. Ту је функцију обављао све до 1939. године.
Од 1941. године учествује у Народноослободилачкој борби. Био је већник ЗАВНОХ-а и АВНОЈ-а, политички комесар Мокрањског батаљона и борац Тринаесте приморско-горанске дивизије.
Након рата обављао је разне високе политичке дужности све до 1948. године, када је због прихваћања Резолуције Информбироа био ухапшен. Након завршетка робије, променио је име и презиме. Био је спољни сарадник Института за историју радничког покрета Хрватске.
Умро је 7. маја 1991. године у Загребу.